# Cañadón Lagarto

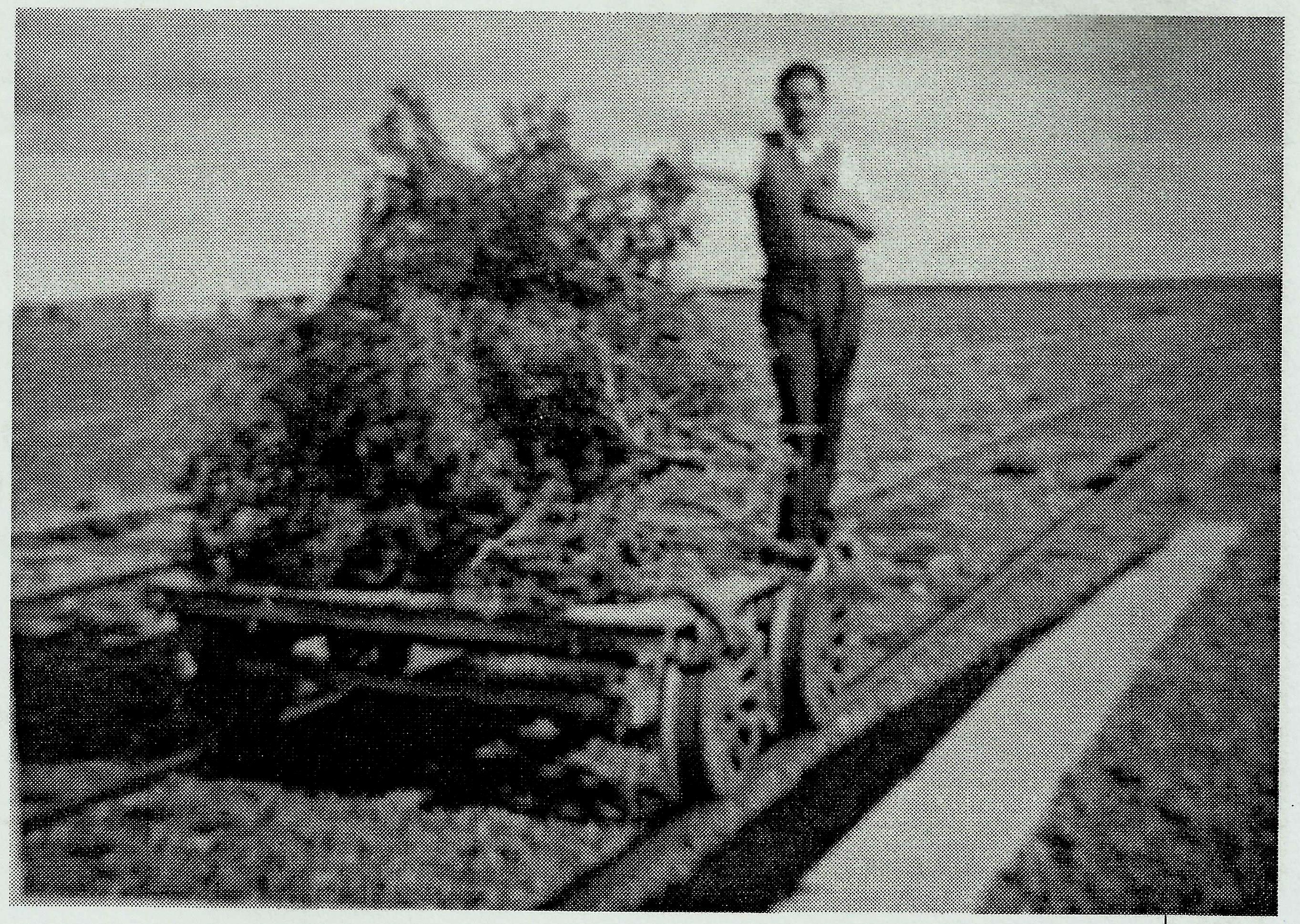
Una zorra ferroviaria que venía de recolectar leña en Valle Hermoso. Lugar que quedó casi totalmente desforestado por proveer leña a estos poblados.

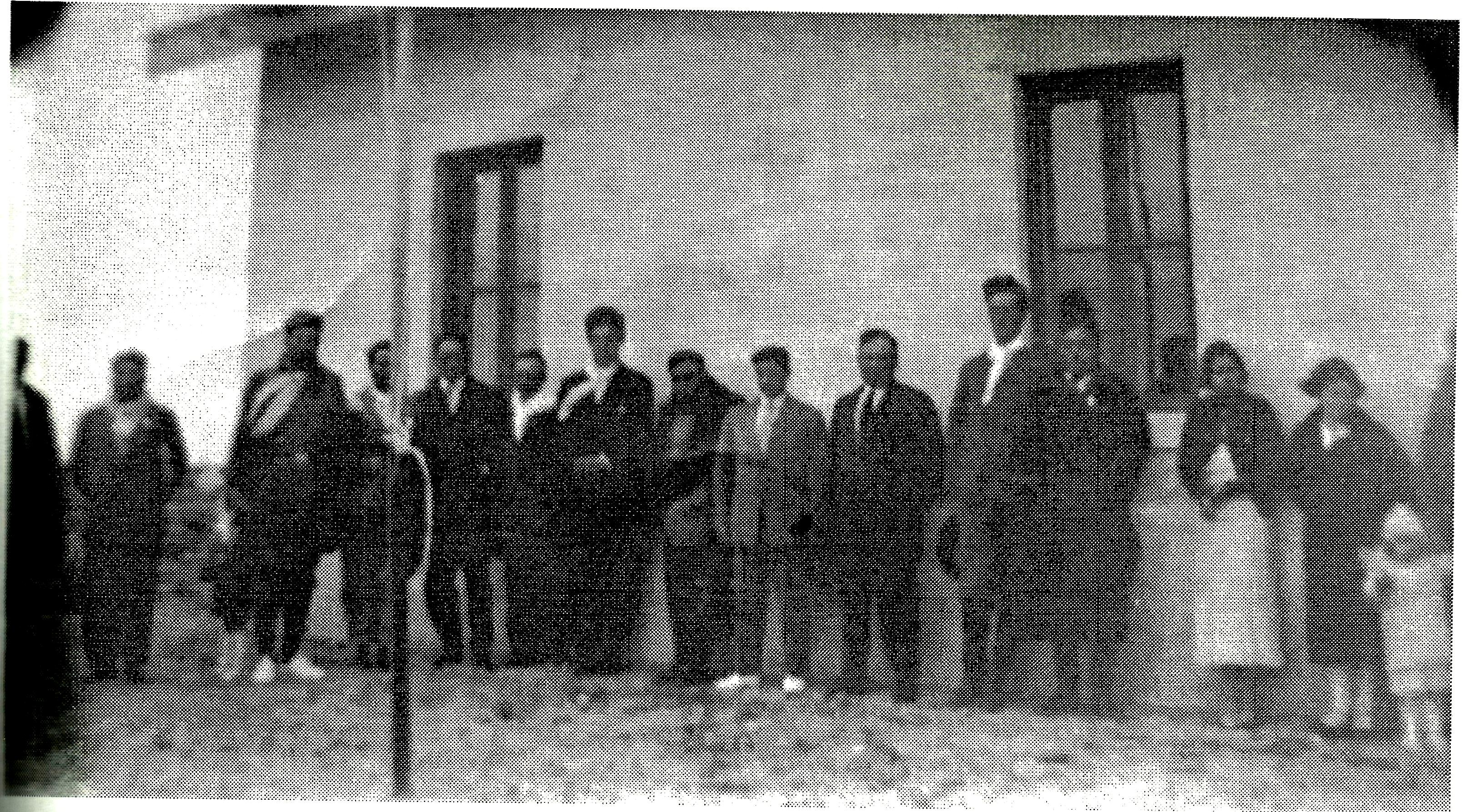
Gente reunida en la casa del personal de vías y obras, que fuera también escuela

Cañadón Lagarto es una localidad argentina deshabitada del departamento de Sarmiento, Provincia del Chubut. Sobre el poblado se encontraba la estación homónima del Ferrocarril de Comodoro Rivadavia. El pueblo pereció antes de la clausura del ferrocarril y su desmantelamiento fue rápido por lo que la población de ciudades cercanas saben poco de él. Se localiza en un camino que comunica la Ruta Provincial 37 con la Ruta Nacional 26.

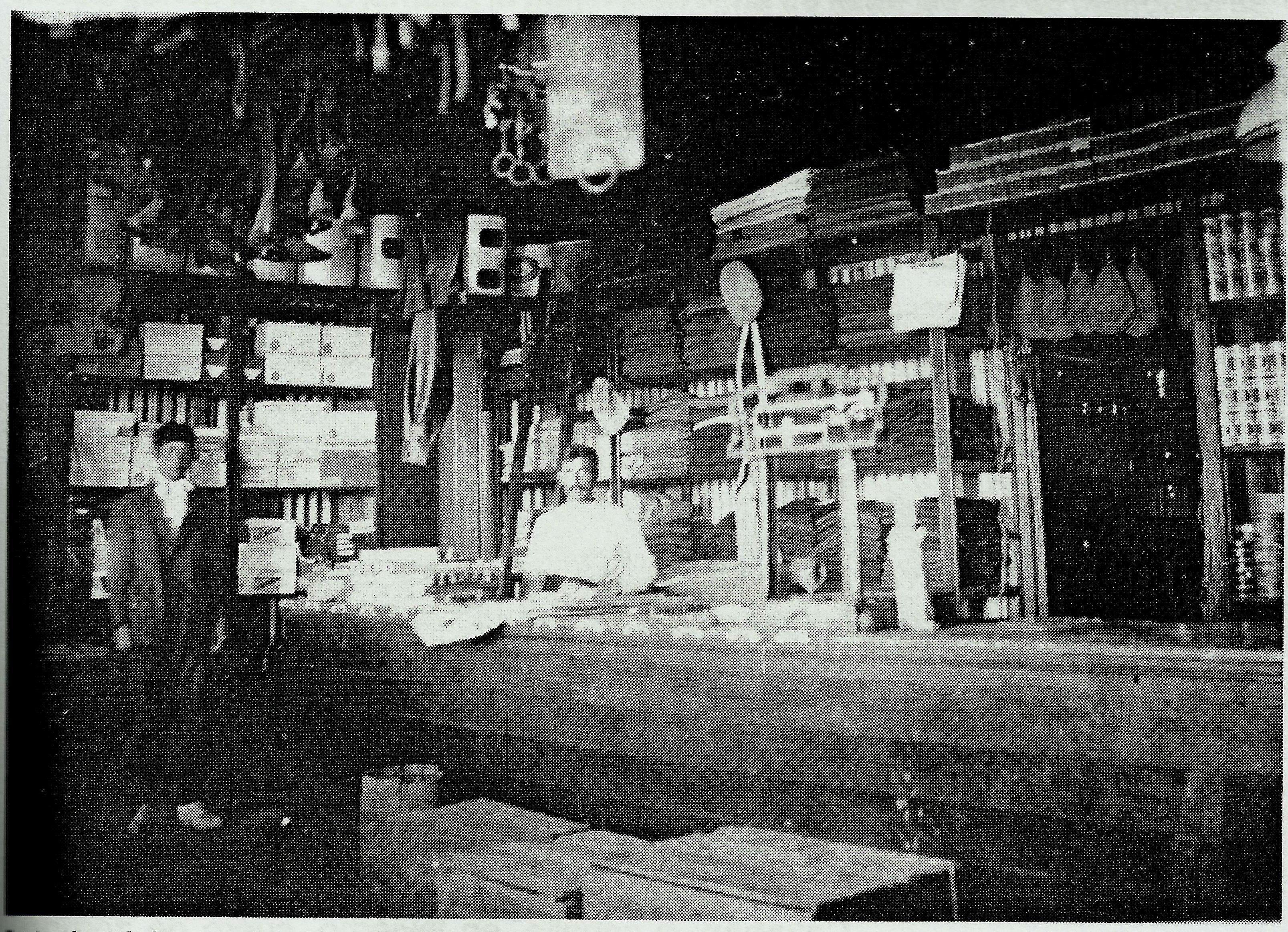
Almacén de ramos generales.

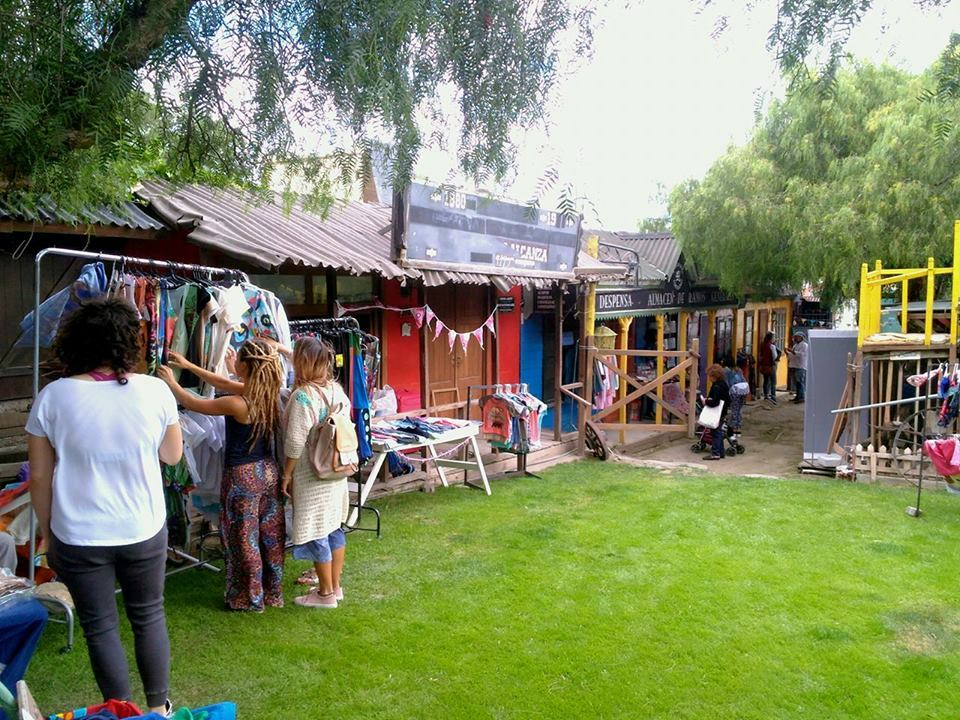
Western Cañadón Lagarto que recrea el desaparecido pueblo en Comodoro

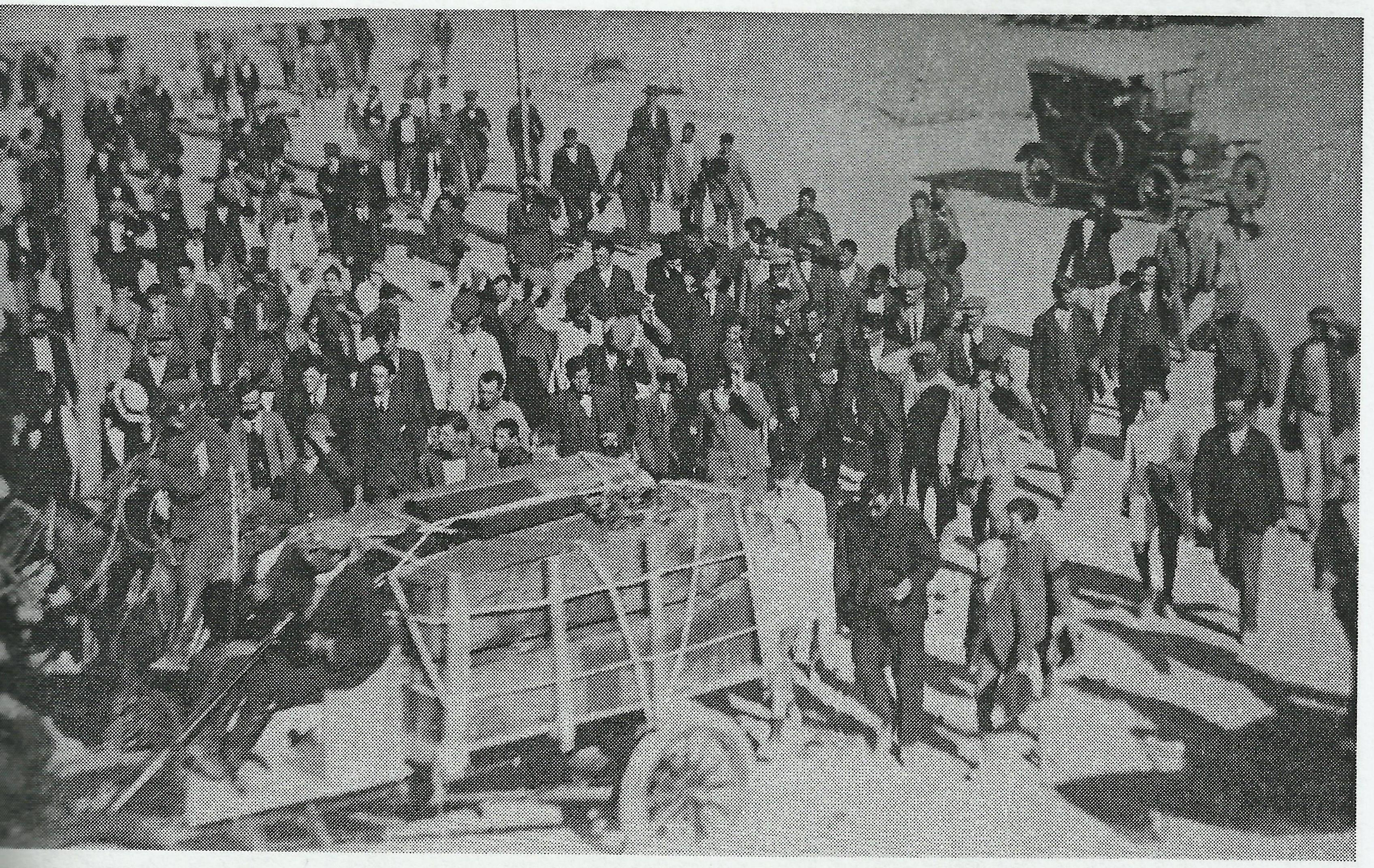
Marcha fúnebre en Lagarto, da cuenta de la magnitud de su población.

## Toponimia
Su nombre deriva del  sustantivo geográfico: cañadón y por el reptil saurio: lagarto: animal inofensivo y de utilidad para la agricultura, ya se alimenta de insectos.

## Historia

### Auge
La estación del ferrocarril fue inaugurada en el año 1911 y a partir de ese momento el pueblo inició su vida en ese momento como punta de riel. Con la llegada del tren el pueblo atrajo un gran movimiento de carreros que enviaban sus cargas hasta Comodoro.
El movimiento comercial fue tan intenso que para 1914 el caserío ya tenía forma de pueblo. Esto se confirmó en noviembre de 1918, año en que La Anónima tenía una de sus 30 sucursales en este poblado.Se calcula que llegaron a entrar entre 2000 y 2500 caballos al pueblo por semana.
Se destacó en ese tiempo como único enclave urbano en toda la meseta de 780 m s. n. m. La creación oficial del pueblo ocurrió el día 12 de julio de 1921.
Para los años veinte el pueblo vivió su apogeo; fue así que en 1926 contó con alrededor de 250 habitantes. Llegando a contar con una infraestructura compuesta de 4 hoteles, 2 Almacenes de Ramos Generales, 2 panaderías, 2 carnicerías, una talabartería, 4 fondas, una fábrica de carros y 3 carpinterías. El pueblo vio su máximo desarrollo hacia 1930 como proveedor de la zona rural adyacente.
La localidad recibió un fuerte impulso gracias al ferrocarril, que con sus movimientos de cargas y pasajeros le dio a este pueblo una gran prosperidad, incluso compitiendo con la economía de Comodoro Rivadavia a la que llegó a superar por periodos y dejándola por encima de Sarmiento por varios años.
En si su incesante economía fue alimentada por las tropas de carros, ovejeros y estancieros vecinos que acercaban la producción anual de lana a su estación, para ser transportada por medio del ferrocarril al puerto de Comodoro Rivadavia.
Prueba de ello está en el tamaño de su playa de desvío que era de las más largas del ferrocarril.
Aunque próspero, Cañadón Lagarto estuvo lleno de violencia y crímenes, que en esta época eran difíciles de controlar. Hoy en día esto hace que su cementerio contenga un 80% de asesinados. Además, el destacamento policial instalado en el pueblo no cobraba impuestos a los comerciantes debido a que percibió coimas de estos más económicas que las obligaciones impositivas.

### Ocaso y fin
Su auge perduró hasta entrada la década de 1930, entrando finalmente en recesión su crecimiento en 1935 momento a partir del cual comienza a decaer raudamente. El pueblo fue descripto por una pobladora como: 
"Pueblo hecho en torno a dos hoteles; muy pocas casas, los hoteles y herrerías; era muy feo pero con mucho trabajo. Su clima era durísimo, siempre había viento y un frío terrible. En tanto, su gente era muy salvaje, muy camorrera; los que venían en carros de mulas o bueyes, a la noche se juntaban en los boliches y se armaba lio. Cuando moría alguno en una pelea, lo tiraban afuera del boliche  y seguían como si nada; como no había policía, nadie terminaba preso."
Ya para la década de 1940 la suerte del poblado estaba sentenciada, aunque el ferrocarril continuó su actividad de transporte. Sin embargo, a medida que se desarrolló la industria automotriz y el transporte de camiones, los carreros desaparecieron de la escena y también comenzó a desvalorizarse el transporte ferrocarrilero.
Los itinerarios de trenes recogen una intensa actividad del ferrocarril. Los informes de 1928, 1930, 1934, y 1938 colocan a su estación como parada obligatoria de los servicios ferroviarios de pasajeros y cargas. En tanto, a partir del itinerario de 1946 ya fue colocada como parada optativa de los servicios ferroviarios situación que se replicó en 1955.
Para la década de 1950 quedaba prácticamente sólo la estación, la vivienda de las cuadrillas y un solo boliche de ramos generales. Este comercio perteneciente al último habitante estable del poblado había permanecido frente a la partida de casi todos los habitantes. Ya para 1950 los restos del pueblo era muy visibles: latas de aceite y conservas; botellas de todas las formas y colores; solitarios postes de madera que aún demarcaban lo que alguna vez fueron los cercos de las viviendas; ladrillos que formaron parte de paredes; y una enorme variedad de objetos de hierro que tuvieron los más diversos usos. Aunque el poblado ya estaba muerto este habitante resistió varios años, sostenía largas charlas con el jefe de estación su único compañero, atendía a los estancieros vecinos, y ocasionales viajeros que descendían del tren para estirar las piernas. Sin embargo, ya no había circulación por la zona. Con su muerte en 1950 tuvo el destino de ser último enterrado en el pueblo.
Una de las últimas menciones oficiales como localidad se dio cuando fue contada entre las pocas localidades que el ferrocarril servía según la Gobernación Militar de Comodoro Rivadavia para inicio de los cincuenta. Para fines de los cincuenta ya era un páramo. Finalmente, el informe del Ferrocarril Patagónico efectuado en 1957 confirma que las localidades pocas significativas de todo el Ferrocarril eran Comodoro, los barrios-localidades comodorenses y Sarmiento. En tanto, las demás poblaciones intermedias entre ambas punta de rieles fueron clasificadas como rurales y con la simple descripción escasa población.
Su despoblamiento fue un resultado combinado de la falta de inversión a lo largo del tiempo, lo que fue deteriorando progresivamente la calidad del servicio y por otra la falta de complementariedad en la planificación territorial, ya que el asfalto implicó una inútil superposición de funciones que paulatinamente fue comprometiendo las posibilidades del Ferrocarril. Por ende se incurrió en una capacidad de planeamiento estratégico que trajo aparejado que pueblos pujantes como este desaparecieran antes que el cierre del ferrocarril.

### Después del abandono
Uno de los últimos registros de la localidad se dio en un mapa del instituto geográfico militar de los años 1960. En este documento se escribió el nombre de la estación-localidad con tinta negrita lo que indicaba alta importancia para el ferrocarril o cantidad poblacional relevante.
La década de 1960 ya vio a un Cañadón Lagarto totalmente despoblado. La sentencia de muerte definitiva para todo el lugar llegó la clausura definitiva del ferrocarril en 1978 cuando el lugar cae en completo abandono. A partir de allí en los sucesivos años se desmantela su estación, se vandalizó lo último que queda y se desguazan las vías para 2005.
Para los años 1990 las estaciones y apeaderos del ferrocarril tenían sus instalaciones aun conservadas. Cada punto del ferrocarril tenía caminos y eran de fácil acceso. A pesar de estar en tierras privadas eran accesibles. Todos estos puntos se constituían como museos a cielo abierto; que gracias a sus basureros históricos daban muestras de como era la vida cotidiana en los pueblos del ramal. De todos los pueblos que tuvo este ferrocarril, Cañadón Lagarto era el que más basura histórica tenía. Gracias a su tamaño y población que tuvo el pueblo, se podía encontrar diversas antigüedades. Lamentablemente, la industria petrolera alteró las condiciones y el más grande de los basural histórico se fue perdiendo. El golpe de gracia de este y la mayoría de estos lugares histórico vino con el levantamiento ordenada por Das Neves en 2006. Algunos de los elementos que fueron registrados por los visitantes fueron: 
- Gran cantidad de restos de porrones de cerámica de ginebra Bols,  con los que se podía llenar la caja de un camión volcador.
- Buena cantidad y variedad de botellas de vidrio de bebidas alcohólicas (importadas y nacionales) de principios del siglo XX.
- Recipientes de vidrio de perfumes, tinteros, medicamentos y de diversos usos, como fijador de pelo.
- Valiosos botellones de cerámica de ginebra, en varios formatos y tamaños (la más rara es la de dos litros y medio, con sello grabado a presión y mango). Botellas raras importadas de Inglaterra, de cerámica blanca llamada “Robert Porter & Co Limited”, que contenía cerveza.
- Metales como ollas.
- Maderas varias
- Cerámicas.

Hoy en día se halla muy deteriorada. Sólo queda en pie el antiguo edificio de las cuadrillas del ferrocarril y el cementerio, donde se cuentan aproximadamente 50 tumbas con sus lápidas lavadas por el viento.
Aunque su acceso es difícil por estar en terrenos privados y la cantidad de caminos petroleros, existe un camino que es casi un laberinto al confundirse con un sinnúmero de sendas estrechas. Actualmente, se halla destruida por el paso del tiempo y el desguace vandálico que particulares le infringieron ante el abandono de la localidad.Perduran tres árboles junto a las ruinas del aljibe y el andén y la base de la desaparecida estación del ferrocarril, y en lo que era el pueblo se instaló un tanque de petróleo.
El pueblo volvió a la memoria con el trabajo del Licenciado Aguado, que con su investigación plasmada en el libro "Cañadón Lagarto. 1911- 1935. Un Pueblo Patagónico de Leyenda, Sacrificio y Muerte", reconstruyó la historia del poblado y lo dio a conocer a las nuevas generaciones.
A pesar de llevar casi un siglo sin pobladores la zona que rodea a lo que fuera la estación y el poblado continúan llamándose Cañadón Lagarto. Esto se debe a que Cañadón Lagarto integra la sección E del yacimiento cercano a Sarmiento. De este modo todo lo que fue el pueblo es conocido como un área petrolera en producción con su nombre original. Precisamente, en ese yacimiento los trabajadores petroleros aseguran que existe presencia paranormal. La misma se viene manifestando en torno a los equipos de perforación o pulling de la industria petrolera que se instalan temporalmente en cercanías del extinto pueblo. Lo paranormal suele suceder por las noches cuando un niño con sus travesuras y sus vestimentas de los años 1920 visita a los trabajadores. Casualmente, perdura el cementerio con cincuenta tumbas. Muchas de ellas albergan los restos de niños que murieron de enfermedades en esos años.
Actualmente, lo que fuera el pueblo; además de recibir visitas de los trabajadores petroleros, detenta una zona rural que lo rodea estimada en 59 habitantes en un radio de 7 kilómetros.

## Geografía y clima
Se ubica a 681,91 m s. n. m., al norte de la Pampa del Castillo en plena meseta patagónica. En invierno, son frecuentes las nevadas y las condiciones climáticas son adversas. A pesar del durísimo clima el pueblo prosperó en esta hostil zona que no posee cursos de aguas permanentes en la superficie, pero si manantiales y mallines en sus alrededores. Las temperaturas descendían a 20° en lo peor del invierno y el pueblo tuvo la fama del lugar más frío del sur.

## Vida en el poblado

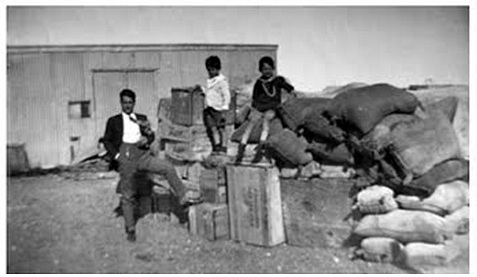
Habitantes de Cañadón Lagarto con mercaderías provenientes del tren

Los pobladores habitaban casas bajas de chapa y adobe, separadas por callejuelas angostas y agrupadas a ambos lados de las vías; siendo la mayoría de esas casas era de chapa incluida la estación lo que ayudó a su rápido desarme. El cementerio estaba al sur, tenía un cerco bajo de alambre. Durante el invierno era frecuente que este pueblo quedara aislado por la extensa nieve que no permitía avanzar a caros o al tren. La nieve acumulaba hasta 1 metros sobre el alto terraplén del ferrocarril y hacía imposible toda comunicación. Por esto, era común que gente muriera de frío en los campos circundantes o en su intento de alcanzar alguna población a pie. Los pobladores que intentaban movilizarse a pie en los intensos temporales invernales que duraban meses enteros. Para salir del pueblo a pie, los pobladores usaban el tendido del ferrocarril con su terraplén y postes del telégrafo para arribar a otros puntos cercanos como Km 96 - Holdich - Pampa del Castillo todas separadas de 20 kilómetros y que ofrecían hospedajes en las estaciones o los hoteles para los visitantes. Una vez alcanzada esta última localidad  era relativamente más fácil alcanzar Escalante por tener un clima más benigno por estar más al nivel del mar y no quedar por ende aislado en forma definitiva. Ya desde ese punto era seguro alcanzar Comodoro por servicio ferroviario inclusive.

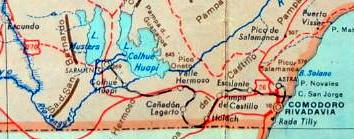
Lagarto entre las localidades más importantes del ferrocarril en 1962.

La provisión de leña se hizo desde Valle Hermoso (Chubut), emplazada en un bosque de arbustos que quedó casi totalmente desforestado por los pobladores de esta localidad.
El agua fue un tema siempre preocupante para el pueblo. La estación se abastecía de los trenes y se depositaba en el aljibe. Los demás habitantes debían buscarla al norte, en carros que la transportaban desde unos manantiales escondidos entre los cañadones. El líquido vital por su escasez generó un comercio que pagaba hasta $ 1.20 el barril de 100 litros. En invierno era común que la gente derrita la nieve para hidratarse.
La aridez del paisaje fue tal que los únicos árboles del pueblo estaban al lado del pozo de agua de la estación. Aún hoy permanecen secos en el mismo sitio.

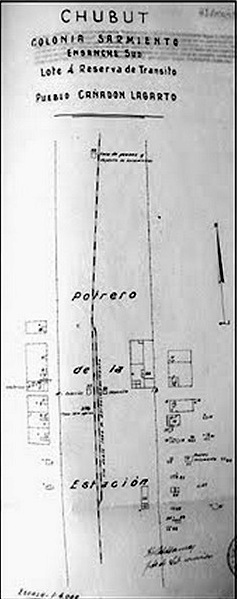
Plano de lo que fue alguna vez pueblo de Cañadón Lagarto, el más importante después de Comodoro.

## Galería
|                                                                             |
| Antigua casa del pueblo que fue trasladada al centro de Comodoro Rivadavia. |

|                                                                                   |
| Distinción del western Cañadón Lagarto como el primero de su tipo en la Patagonia |